# سیارک ۷۸۵۷۸
سیارک ۷۸۵۷۸ (به انگلیسی: 78578 Donpettit، نامگذاری:2002RM233) هفتاد و هشت هزار و پانصد و هفتاد و هشتمین سیارک کشف شده‌است که در ۱۴ سپتامبر ۲۰۰۲ کشف شد.